# Gerd Seifert
Gerd Seifert (Hamburgo, 17 de octubre de 1931 - Berlín, 28 de febrero de 2019) fue un trompista alemán.
Comenzó estudiando el oboe y cambió posteriormente a la trompa. Estudió con Albert Doe en Hamburgo.
A los 15 años estaba tocando en la Ópera de Hamburgo. Con 18 años fue trompa solista de la Orquesta de Düsseldorf, donde estuvo activo desde 1949 hasta 1964. En 1956 ganó el primer premio en el Concurso Internacional de Música de Múnich.
Desde 1964 hasta 1996 fue trompa solista de la Orquesta Filarmónica de Berlín.
Actuó desde 1961 como miembro de la Orquesta del Festival de Bayreuth tocando en más de cien ocasiones la Llamada de trompa de Sigfrido.
- Datos: Q895899
- Multimedia: Gerd Seifert (horn player) / Q895899